# Jonared

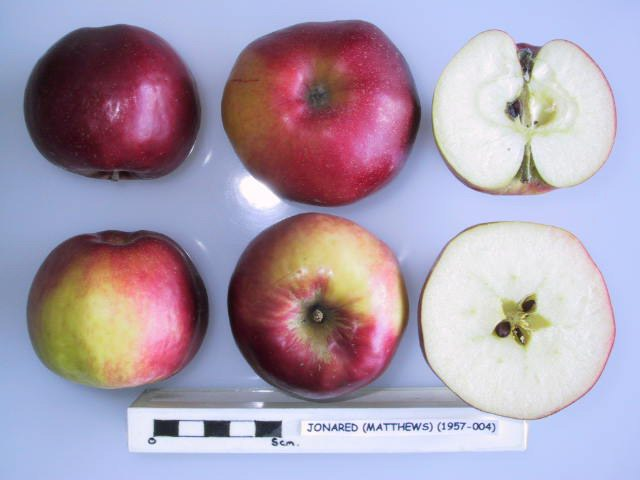
Amerikaanse Jonareds met maatstokje, 5 cm

De Jonared (ook bekend als de Rode Jonathan) is een cultivar van de appelboom die felrode, sappige appels produceert met een stevige textuur en een zoetzure smaak. 
De Jonared is een variant van de Jonathan, maar de rode kleur is feller. De boom bloeit op het einde van de lente of begin van de zomer.
Deze appelsoort is in 1930 door William Uecher ontdekt te Peshastin (Washington). In 1934 kwamen de appels in de Verenigde Staten op de markt.